# The Creature Cases
The Creature Cases (br: Mistérios Animais / pt:Os Mistérios dos Bichos) é uma série de desenho animado pré-escolar criada por Gabe Pulliam e produzida para a Netflix. Produzida pela Silvergate Media, Tencent Video e TeamTO, a série estreou em 12 de abril de 2022.
Embora raramente, alguns episódios são exibidos na TV Cultura no Brasil.

## Enredo
A série se passa em um mundo de animais antropomórficos e acompanha as aventuras de Sam Snow e Kit Casey, dois agentes empregados pela Liga Secreta de Detetives Especialistas em Animais (ou CLADE, para abreviar), enquanto eles viajam pelo mundo resolvendo muitos mistérios enquanto usam sua experiência em resolução de problemas e fatos sobre animais.

## Personagens

### Principais
- Sam Snow (dublado por Shash Hira) - um leopardo-das-neves com sotaque inglês e parceiro de Kit. Um maníaco por limpeza por natureza e sempre atrás de pistas e engenhocas, Sam é um detetive mestre e tende a ser o único a analisar a situação em questão. Fiel à sua espécie, Sam não gosta de se molhar e prospera em clima frio e com neve, embora, ao contrário de Kit, ele seja menos ágil e frequentemente tropece durante a maioria das perseguições, apesar de ser o mais cauteloso dos dois. O principal gadget de Sam é uma luva que funciona de forma semelhante à viseira de Kit, mas ele também é responsável por carregar os Clu-Bots: pequenos robôs esféricos que podem se transformar para muitos propósitos diferentes. Seus bordões são "Bigodes, é isso!" e "Bigodes!".
- Kit Casey (dublada por Nneka Okoye) - uma Kit Fox amarela com sotaque americano e parceira de Sam. Ao contrário de sua parceira, Kit é naturalmente uma desleixada total e nunca perde a chance de lanchar quando possível, embora, apesar de ser uma detetive pior do que Sam, ela mais do que compensa com seu vasto conhecimento das várias espécies de animais que encontram. Ao contrário de Sam, Kit não se importa em se molhar e é muito mais imprudente, deleitando-se com o clima tropical quente. O principal gadget de Kit é um óculos chamado óculos ispy que funciona de forma semelhante à luva de Sam, mas ela também carrega uma caneta e um caderno para extrair detalhes sobre o último suspeito.
- Peggy Scratch (dublada por Teresa Gallagher) - uma galinha marrom e diretora da CLADE Enquanto ela coloca uma fachada séria e profissional, a Diretora Scratch é tão excêntrica quanto seus funcionários, e não está acima de seus níveis de diversão e frivolidades. Embora ela raramente deixe o QG em missões, Scratch é muito talentosa e muito competente em campo, sendo uma lançadora de ovos talentosa além de gerenciar arquivos de casos em seu escritório. Seu bordão antes de mandar os dois agentes para baixo é "CLADE está contando com você!".
- Bill e Jill (dublados por Beardyman e Harriet Carmichael) - um par de ratos que formam uma dupla conhecida como Mice Squad. Normalmente baseado em uma van de notícias em miniatura, o Mice Squad é responsável por alertar os agentes da CLADE sobre missões que exigem intervenção. A dupla também é músicos profissionais, com muitos seguidores devido à qualidade de suas trilhas sonoras. Ambos também aparecem nos segmentos "Fact File" do final do episódio ao lado de RON, onde examinam fatos sobre os animais apresentados no episódio.
- RON (dublado por Rob Rackstraw) - um avião a jato com inteligência artificial que serve como transporte primário de Sam e Kit. RON significa Reconnaissance Organized Navigator e é uma máquina voadora avançada equipada com vários recursos para auxiliar em suas missões. RON tem sua própria personalidade e frequentemente se envolve em brincadeiras divertidas com Sam e Kit. Ele tem um senso de humor seco e tende a fornecer comentários espirituosos durante suas aventuras. RON pode se transformar em diferentes modos, incluindo um modo jato para viagens em alta velocidade, um modo furtivo para operações secretas e um modo de vigilância para coletar informações. Ele possui tecnologia avançada como displays holográficos e sistemas de navegação de última geração. RON é um ativo confiável e valioso para a equipe, garantindo que Sam e Kit cheguem aos seus destinos de forma rápida e segura.
- Clu-Bots são uma invenção dos Stinkwells e uma das tecnologias mais usadas em The Creature Cases. Eles são usados por Sam Snow para verificar pegadas, escanear coisas e coletar informações.

### Secundários
- Hans e Harold Stinkwell - dois irmãos gambás com sotaque alemão que servem como especialistas mecânicos da CLADE. Além de manter o equipamento ao redor do QG, os Stinkwells são responsáveis por desenvolver novas invenções que permitem que os agentes realizem suas missões da melhor forma possível. Uma piada recorrente na série é que, como gambás, várias de suas invenções tendem a cheirar mal e, normalmente, pelo menos um dos irmãos peida sempre que aparecem na tela. Ao contrário de Sam, Kit, RON, Peggy Scratch e o Mice Squad, os Stinkwells não aparecem ou falam em todos os episódios, aparecendo apenas como semi-regulares.
- Wally Bungler (dublado por Rob Rackstraw) - um esquilo voador marrom e autoproclamado "Nature Ranger" que viaja ao redor do mundo para ajudar onde quer que possa. Enquanto Sam e Kit geralmente empregam e apreciam sua ajuda, Wally tem uma tendência a chegar sem ser convidado, enquanto nem ele nem os agentes da CLADE apreciam sua mãe fazendo ligações inesperadas em momentos inoportunos. Wally é menos organizado e mais egoísta do que Sam ou Kit, mas ele é muito competente no meio das coisas, e sua habilidade de alcançar altitudes mais altas o torna um recurso útil para a equipe. Como os Stinkwells, Wally só aparece em uma base pouco frequente.
- Indie - Um guia, pássaro do Mel que ama comer cera de abelha, personagem recorrente em The Creature Cases.
- Agente Júnior Cubby - uma cadela que é a melhor da sua classe na academia. Nomeada pela primeira vez no final da terceira temporada, Cubby foi vista pela primeira vez na primeira temporada como uma personagem secundária sem nome que apareceu esporadicamente até sua primeira aparição nomeada.
- Barb - Um escorpião latidor que estreou na terceira temporada. De língua afiada e sarcástico, mas feroz e leal, Barb e Sam começaram em desacordo antes de se unirem tanto quanto ela fez com Kit.

## Produção
A série foi anunciada pela primeira vez em setembro de 2021 como parte de quatro programas originais da Netflix para pré-escola voltados para crianças de 2 a 6 anos.

## Lançamento
The Creature Cases foi lançado globalmente em 12 de abril de 2022, na Netflix. Um trailer foi lançado em 29 de março de 2022.